# Миномёт-лопата
Миномёт-лопата ВМ-37 — советский миномёт-лопата калибра 37 миллиметров.

## Описание
Представляет собой гибрид малой пехотной лопаты и малокалиберного миномёта. Был разработан в Научном исследовательском институте (НИИ) № 13 Народного комиссариата вооружения после начала Великой Отечественной войны, летом 1941 года. 3 сентября 1941 года постановлением Государственного комитета обороны (ГКО) Союза ССР за подписью И. Сталина был принят на вооружение ВС Союза ССР под индексом ВМ-37.  
Находился на вооружении стрелковых формирований Красной армии в начальный период Великой Отечественной войны. Оснащался осколочными минами, которые переносятся стрелком в специальном патронташе с плечевыми ремнями. Емкость патронташа составляла 15 мин.
Миномёт состоял из ствола (черенок лопаты), опорной плиты-лотка (полотна) лопаты и сошки с пробкой. Труба ствола соединена наглухо с казёнником, в нём  запрессован боек, на который накалывался капсюль вышибного патрона мины. Хвостовая часть казённика заканчивалась шаровой пятой, служащей для шарнирного соединения ствола с плитой (лотком (полотном) лопаты). Ствол и лоток (полотно) лопаты в шарнирном соединении выполнены неразъемными. Для соединения ствола с лотком (полотном) лопаты и фиксации на казённой части ствола имелось вращающееся кольцо. Сошка  для опоры ствола в походном положении помещалась в стволе и с дула закрывалась пробкой. Перед стрельбой эта сошка соединялась со стволом с помощью пружинной лирки. На стволе лопаты для избежания ожога рук бойца при частой стрельбе и от примерзания зимой была надета брезентовая муфта.
ВМ-37 был снят с вооружения 24 февраля 1942 года по причине недостаточной дальности действенного огня и малой мощности мины (наводка миномёта в силу отсутствия прицельных приспособлений представляла значительную трудность для стрелка-наводчика и требовала хорошего навыка, что было малореально в тех условиях).
По некоторым данным, за всё время было выпущено около 15 500 единиц ВМ-37.

## ТТХ
- Наибольшая дальность стрельбы около 250 метров.
- Наименьшая дальность стрельбы около 60 метров.
- Вес миномёта около 2 500 граммов.
- Вес мины около 400 — 500 граммов.

## Музейные экспонаты
- Музейный комплекс УГМК, г. Верхняя Пышма, Свердловская область.

## Иллюстрации

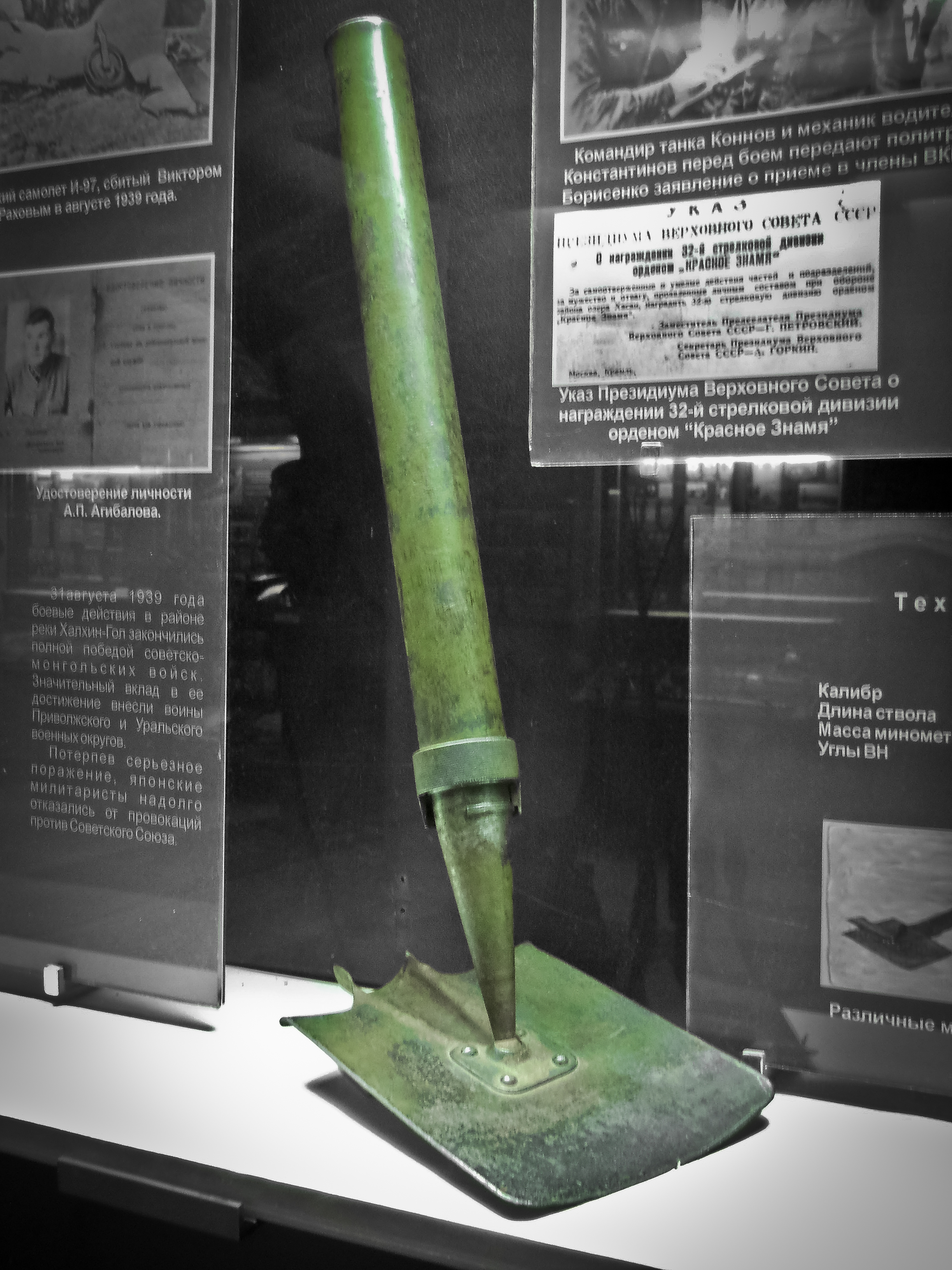
Миномёт-лопата в Военно-историческом музее Самары.
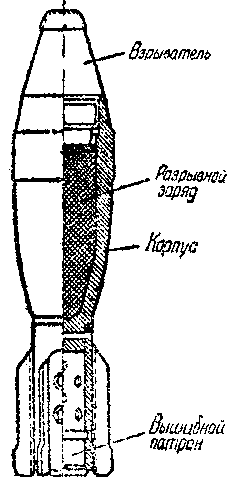
Устройство 37-мм мины к миномёт-лопате.
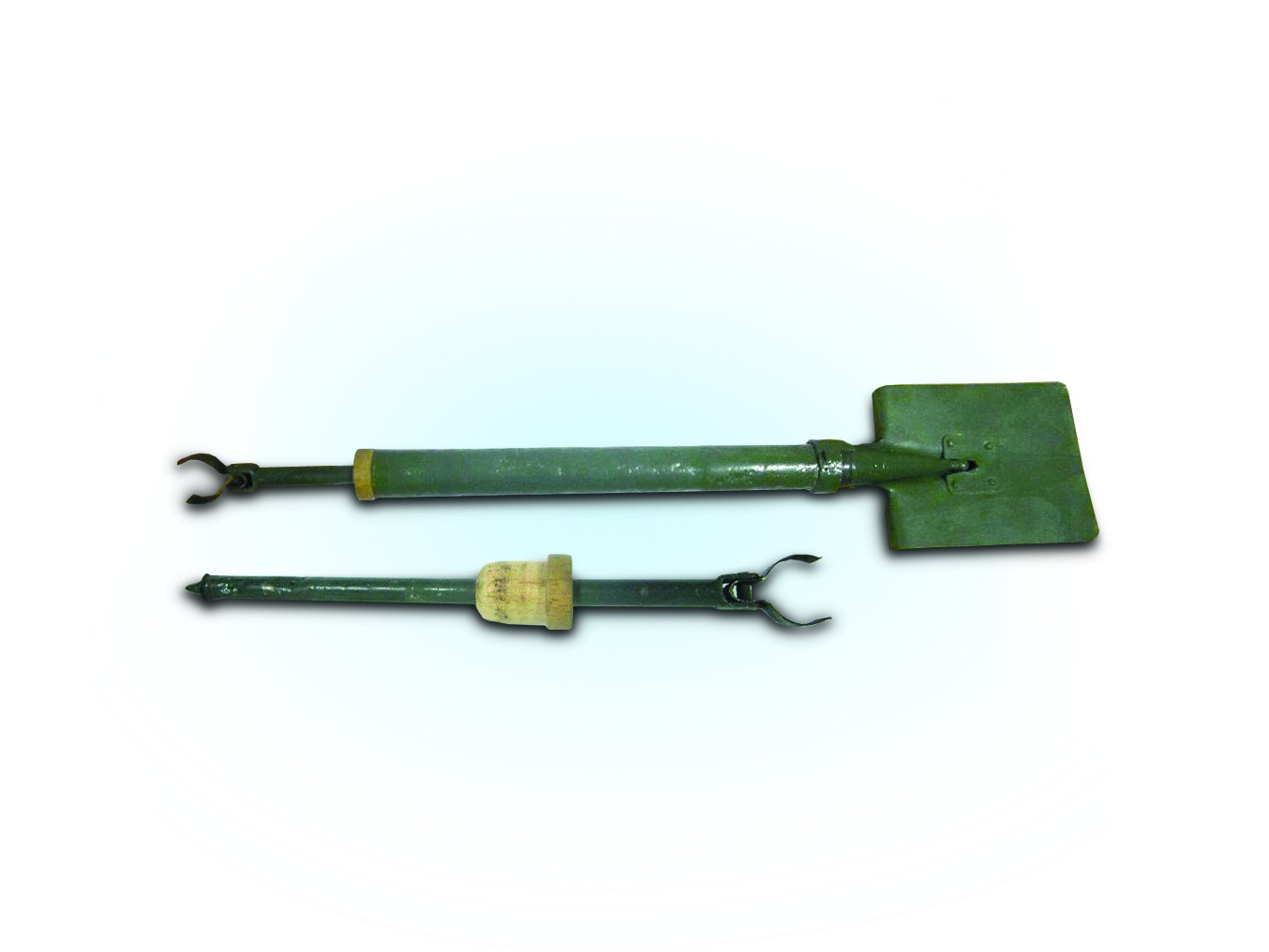
37-мм миномет-лопата ВМ-37 из Музея военной техники УГМК